# Мога, Янош

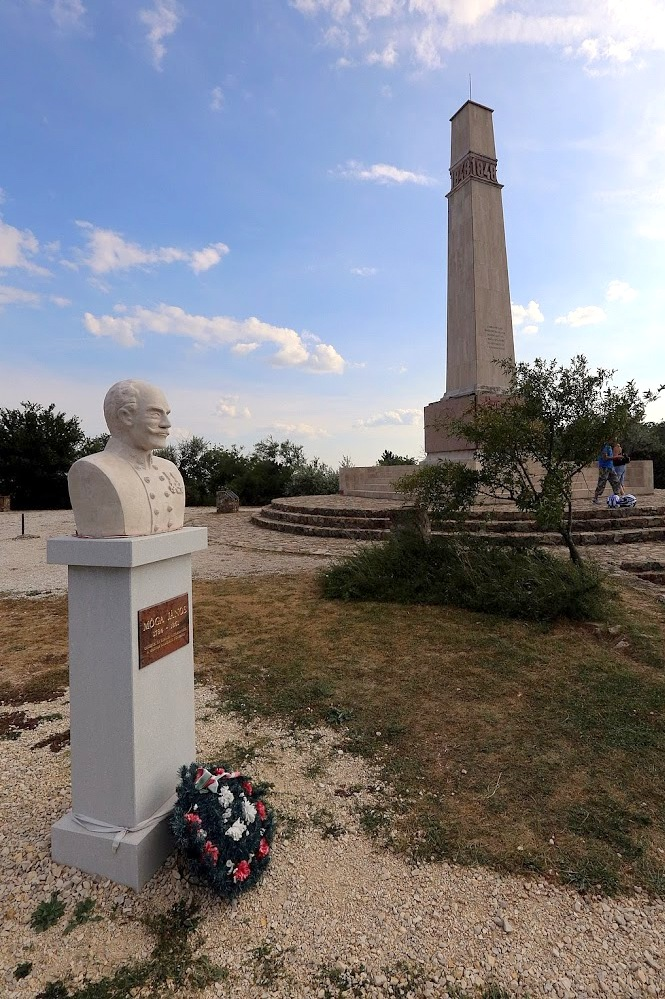
Бюст генерал-лейтенанта Яноша Моги и памятник на месте битвы при Пакозде

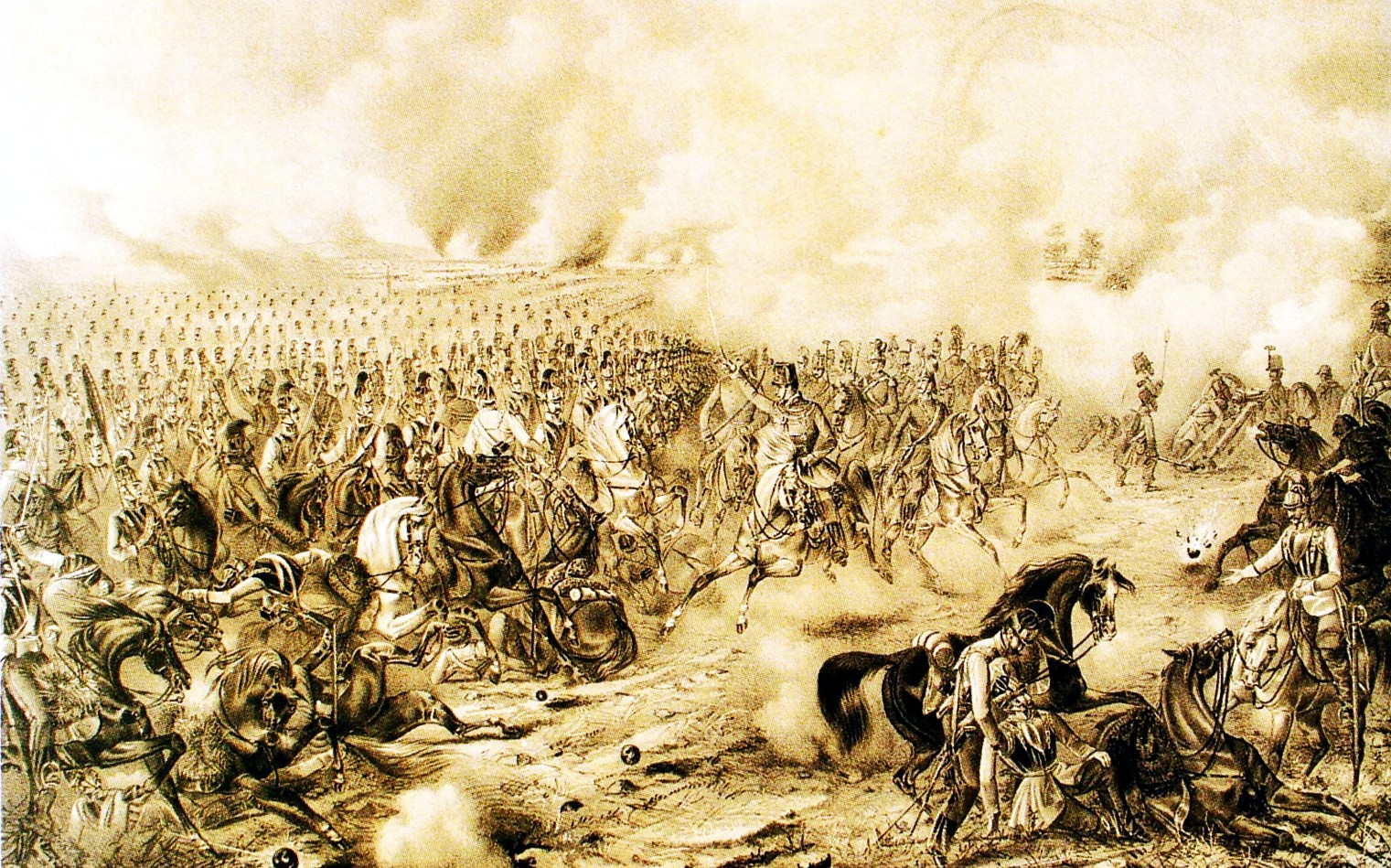
Битва у Швехата

Ференц Янош Мога Броцкай (венг. Brotzkai Móga János Ferenc; 25 декабря 1784, Брокко, Австрийская империя (ныне Бродске, Трнавский край, Словакия) — 10 ноября 1861, Сашеркед, Австрийская империя (ныне Аркиуд, жудец Бистрица-Нэсэуд, Румыния) — венгерский военачальник, фельдмаршал-лейтенант, один из первых руководителей Революции 1848—1849 годов в Венгрии и войны независимость, главнокомандующий венгерской армией.

## Биография
Из дворян румынского происхождения. Участник наполеоновских войн, с 1809 года сражался в звании старшего лейтенанта австрийской Императорской армии, в ходе Войны пятой коалиции 6 июля 1809 года был тяжело ранен в сражении при Ваграме, поэтому в 1810 году вышел в отставку. В 1813 году вновь вступил в армию в чине капитаном и сделал успешную карьеру. В августе 1842 года был произведен в генерал-майоры, а в июне 1848 года — в Фельдмаршал-лейтенанты.
После отставки палатина Стефана Франца Австрийского в сентябре 1848 года из-за волнений в Будапеште, принял на себя командование венгерской революционной армией, и в ходе сражения при Пакозде остановил войска хорватского бана Йосипа Елачича, которые, в соответствии с планами Габсбургов, двинулись к Пешту, чтобы занять его и изгнать венгерское национальное правительство. Войска Моги последовали за Елачичем до австрийской границы, но присяга австрийскому императору не позволила ему перейти границу и направиться в сторону Вены. После уговоров Л. Кошута Я. Мога всё же перешёл границу с венгерской армией 30 октября 1848 года, но потерпел поражение от объединенных имперских сил А. Виндишгреца в битве при Швехате.
1 ноября 1848 года оставил свой пост и вышел в отставку. 5 января 1849 года арестован и приговорен к пяти годам заключения в крепости Ольмюце, а также к лишению звания и наград.